# WCT Orlando Classic
Il WCT Orlando Classic è stato un torneo professionistico di tennis giocato ad Orlando dal 1974 al 1975. La superficie utilizzata è stata il cemento.

## Albo d'oro

### Singolare
| Anno | Vincitore     | Finalista        | Punteggio     |
| ---- | ------------- | ---------------- | ------------- |
| 1974 | John Newcombe | Jaime Fillol     | 6–2, 3–6, 6–3 |
| 1975 | Rod Laver     | Vitas Gerulaitis | 6–3, 6–4      |

### Doppio
| Anno | Vincitori                    | Finalisti                     | Punteggio |
| ---- | ---------------------------- | ----------------------------- | --------- |
| 1974 | Owen Davidson John Newcombe  | Brian Gottfried Dick Stockton | 7–6, 6–3  |
| 1975 | Brian Gottfried Raúl Ramírez | Colin Dibley Ray Ruffels      | 6–4, 6–4  |